# Psychoglypha subborealis
Psychoglypha subborealis är en nattsländeart som först beskrevs av Banks 1924.  Psychoglypha subborealis ingår i släktet Psychoglypha och familjen husmasknattsländor. Inga underarter finns listade i Catalogue of Life.